# Casa Branca (Escoural)
Casa Branca es una aldea portuguesa situada en la freguesía de Santiago do Escoural, del municipio de Montemor-o-Novo y distrito de Évora.

## Geografía
Fundado en 1863, la aldea, de escasa entidad, destaca por albergar la estación de trenes homónima, un importante nudo ferroviario en Portugal, ya que allí entroncan las líneas del Alentejo y Évora. Se sitúa aproximadamente a 4 kilómetros y medio de Escoural, la capital de freguesia.